# Chacala (Jalisco)
Chacala es una localidad del estado mexicano de Jalisco. Es parte del municipio de Cuautitlán de García Barragán.

## Toponimia
El nombre «Chacala» proviene de los términos en náhuatl: chacalli, langosta o camarón; tlan, lugar de abundancia. Su significado es «Lugar donde abundan las langostas».

## Demografía
| Gráfica de evolución demográfica |
|                                  |

| Censo | Población |
| ----- | --------- |
| 1921  | 270       |
| 1930  | 544       |
| 1940  | 544       |
| 1950  | 606       |
| 1960  | 467       |
| 1970  | 521       |
| 1980  | 570       |
| 1990  | 959       |
| 2000  | 962       |
| 2010  | 1 024     |
| 2020  | 1 085     |